# 6723 Chrisclark
6723 Chrisclark (1991 CL3) là một tiểu hành tinh vành đai chính được phát hiện ngày 14 tháng 2 năm 1991 bởi Helin, E. F. ở Palomar.